# Kathleen Lovett
Kathleen Marion Lovett, gift Whyatt, född 30 november 1898 i Trafford i Lancashire, död 1969 i Manchester, var en brittisk konståkerska som deltog i olympiska spelen i Sankt Moritz 1928 i par tillsammans med Proctor Burman. De kom på trettonde och sista plats.